# Ninia
Ninia är ett släkte av ormar som ingår i familjen snokar.
Släktets arter förekommer i Centralamerika och norra Sydamerika samt på Trinidad. De vistas vanligen i lövskiktet i regnskogen. Dessa ormar äter ryggradslösa djur och några små ryggradsdjur som ödlor eller groddjur. Arten lägger ägg.

## Taxonomi
Arter enligt Catalogue of Life:
- Ninia atrata
- Ninia celata
- Ninia diademata
- Ninia espinali
- Ninia hudsoni
- Ninia maculata
- Ninia pavimentata
- Ninia psephota
- Ninia sebae

2014 beskrevs ytterligare en art i släktet.
- Ninia franciscoi